# Claes Ekeblad Starszy
Claes Ekeblad Starszy (ur. 20 lutego 1669, zm. 23 lutego 1737) – szwedzki dowódca wojskowy. Służył w armii Karola XII. Jego synem był Claes Ekeblad "Młodszy" (1708–1771), polityk.